# Krägga herrgård

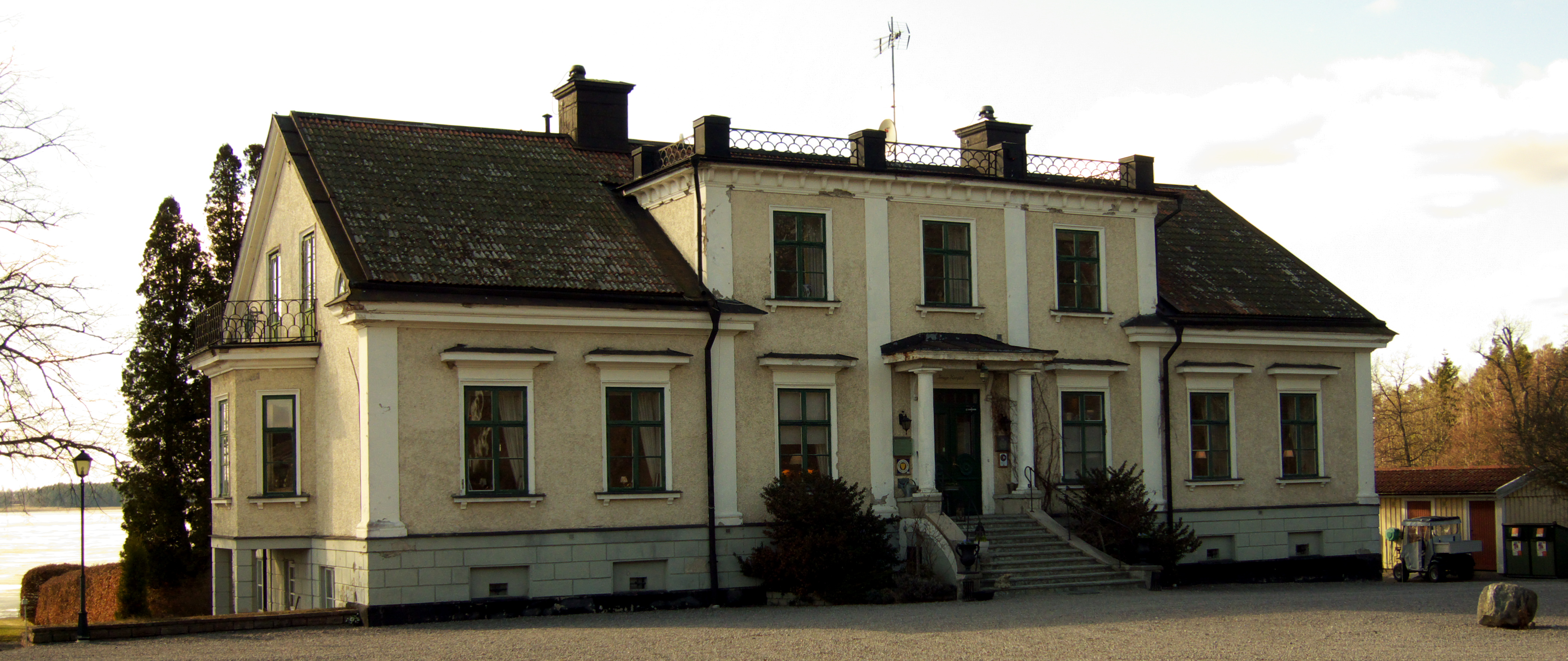
Krägga herrgård

Krägga herrgård ligger vid Ekolsundsviken i Mälaren, i Övergrans socken och Håbo kommun i Uppland. 
Gården finns omnämnd i 1300-tals källor och dess första kända ägare uppges vara riddaren Birger Ulfsson, son till heliga Birgitta. Den nuvarande herrgårdsbyggnaden uppfördes mellan 1830 och 1840 i nyklassicistisk stil med tegelstomme och ljus putsad fasad. Sedan 1985 har Krägga herrgård varit konferens- och weekendhotell med drygt 100 hektar mark fördelat på åker, skog och ängar.